# Billy Emerson

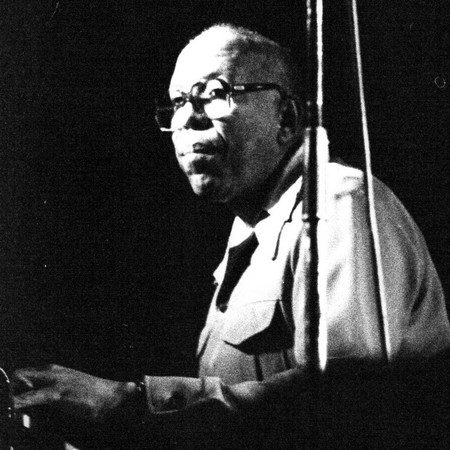
Billy „The Kid“ Emerson in Belgien, Oktober 1979

Billy „The Kid“ Emerson (* 21. Dezember 1925 in Tarpon Springs, Florida; † 25. April 2023 in Clearwater, Florida) war ein US-amerikanischer Keyboard-Spieler, der in den Musikrichtungen Blues, R&B, Rock ’n’ Roll und Gospel Erfolge feierte.
Nach seinem Militärdienst im Zweiten Weltkrieg begann Emerson in den Clubs um Tarpon Springs Klavier zu spielen. In dieser Zeit bekam er seinen Spitznamen, als seine Band in Westernkostümen auftrat.
Anfang der 1950er sang Emerson bei Ike Turners Kings of Rhythm. Turner verhalf ihm 1954 zu seiner ersten Plattenaufnahme „No Teasing Around“ (Sun 195). Emerson nahm danach zahlreiche weitere Singles, u. a. 1955 „Red Hot“ (Sun 219), für Sun Records, in Memphis auf.
Emerson schrieb etliche erfolgreiche Songs, die jedoch meist als Coverversion durch andere Interpreten zu Hits wurden. „When It Rains It Pours“ etwa wurde von Elvis Presley aufgenommen, „Red Hot“ wurde bekannt durch die Aufnahmen von Billy Lee Riley und Bob Luman. Emerson schrieb auch Titel für Junior Wells, Wynonie Harris, Buddy Guy und andere, oft in Zusammenarbeit mit Willie Dixon.
1966 gründete Emerson sein eigenes Plattenlabel „Tarpon“. Als die Plattenerfolge ausblieben, trat er in Clubs und Hotels auf. 1979 ging er mit den „American Blues Legends“ in Europa auf Tour (Aufnahmen veröffentlicht auf Big Bear Records). Zuletzt war er als Gospelmusiker in Florida unterwegs.